# Henri Cottez
Henri Cottez (* 1913 im Département Jura; † 27. Dezember 1999 in Paris) war ein französischer Hellenist, Romanist, Dichter  und Lexikograf.

## Leben und Werk
Cottez war im Lycée Henri IV Schüler des Philosophen Alain, dann  (zusammen mit Georges Pompidou und Léopold Sédar Senghor) Absolvent der École normale supérieure und (nach Unterrichtstätigkeit in Frankreich, Griechenland und Marokko) Maître-assistant an der Sorbonne Nouvelle (Paris III). Ab 1954 (Band 3, erschienen 1957) war er Mitarbeiter des Dictionnaire alphabétique et analogique de la langue française in sechs Bänden von Paul Robert (bekannt unter dem Titel „Grand Robert“, 1953–1964, weitere Auflagen 1985 und 2001) und der daraus abgeleiteten Wörterbücher. In den neunziger Jahren arbeitete er intensiv an der Terminologie des Wasserwesens (im Comité National Français des Sciences Hydrologiques, CNFSH).

## Werke

### Lexikografie
- (mit Alain Rey und Josette Rey-Debove) Paul Robert, Dictionnaire alphabétique et analogique de la langue française, Paris 1967 (bekannt als « Petit Robert », zahlreiche Auflagen)
- Dictionnaire des structures du vocabulaire savant. Eléments et modèles de formation, Paris 1980, 1982, 1984, 1986, 1989, 1992  (dem Andenken an Émile Benveniste gewidmet)
- (Mitarbeiter) Datations et documents lexicographiques. Matériaux pour l'histoire du vocabulaire français, hrsg. von Bernard Quemada, Paris 1988 ff.

### Weitere Werke
- (Hrsg.) André Chénier, Poésies choisies, Paris 1936, 1957, 1966 (Classiques illustrés Vaubourdolle 69)
- Douce à la mort. Poèmes, Paris 1948 (erweitert 1983)